# (2039) Payne-Gaposchkin
(2039) Payne-Gaposchkin est un astéroïde de la ceinture principale, découvert le 14 février 1974.
Il est nommé en l'honneur de l'astronome Cecilia Payne-Gaposchkin.